# Colortex Budapest Grand Prix 2001
Il Colortex Budapest Grand Prix 2001 è un torneo di tennis giocato sulla terra rossa. È stata la 6ª edizione dell'Hungarian Grand Prix, che fa parte della categoria Tier V nell'ambito del WTA Tour 2001. Si è giocato a Budapest in Ungheria, dal 16 al 22 aprile 2001.

## Campionesse

### Singolare
Magdalena Maleeva ha battuto in finale  Anne Kremer con il punteggio di 3–6, 6–2, 6–4.

### Doppio
Tathiana Garbin /  Janette Husárová hanno battuto in finale  Zsófia Gubacsi /  Dragana Zarić con il punteggio di 6–1, 6–3.